# Pair of Kings – Die Königsbrüder
Pair of Kings – Die Königsbrüder ist eine US-amerikanische Sitcom der Walt Disney Company aus den Jahren 2010–2013. Produziert wurde die Serie von Disney XD und It’s a Laugh Productions.
Die zweite Staffel war ab dem 13. Juni 2011 in den USA zu sehen.
Am 12. Dezember 2011 gab der Disney Channel die Produktion einer dritten Staffel bekannt. Des Weiteren gab Mitchel Musso bekannt, dass er für die dritte Staffel nicht zurückkehren wird und dass Adam Hicks stattdessen eine Hauptrolle erhält. Am 3. November 2012 gab Adam Hicks bekannt, dass es keine vierte Staffel geben wird.

## Handlung
Boomer und Brady sind zwei sechzehn Jahre alte Zwillinge unterschiedlicher Hautfarbe. Die beiden führen bei ihrem Onkel und ihrer Tante in Chicago ein normales Leben. Als dann Mason, der königliche Beschützer des Throns der Insel Kinkow, die beiden in ihrer Highschool besucht, merken sie, dass sich ihr Leben in nächster Zeit dramatisch verändern wird.
Während Mikayla, Masons Tochter, den beiden bei ihren Bemühungen hilft, beansprucht Lanny, der Cousin der beiden, den Thron für sich und versucht sie zu sabotieren.

## Besetzung

### Hauptdarsteller
| Rolle                      | Darsteller    | Hauptrolle | Nebenrolle | Synchronsprecher |
| -------------------------- | ------------- | ---------- | ---------- | ---------------- |
| König Brady Parker         | Mitchel Musso | 1.01–2.26  | 3.01       | Johannes Wolko   |
| König Duke „Boomer“ Parker | Doc Shaw      | 1.01–3.22  |            | Marian Lösch     |
| Mikayla Makoola            | Kelsey Chow   | 1.01–3.22  |            | Jacqueline Belle |
| Lanny Parker               | Ryan Ochoa    | 1.01–3.22  |            | Julian Rehrl     |
| Mason Makoola              | Geno Segers   | 1.01–3.22  |            | Thomas Albus     |
| König Boz Parker           | Adam Hicks    | 3.01–3.22  |            | Patrick Roche    |

### Figuren
BradyHellhäutiger Zwilling und König von Kinkow. Brady ist in Mikayla verliebt und versucht immerzu, sie zu beeindrucken, was allerdings meist mäßigen Erfolg hat. Brady verschwindet anfangs der dritten Staffel.
BoomerDunkelhäutiger Zwilling und König von Kinkow.
MasonDer furchtlose königliche Beschützer und loyaler Freund von Bradys und Boomers Eltern. Er konnte in früheren Zeiten sehr gut surfen und drehte Fitness-Videos, die aber nur in Finnland verkauft wurden. Mason ist auch ein Ratgeber der Könige sowie Mikaylas Vater.
MikaylaDie Tochter von Mason. Brady ist in sie verliebt. Sie ist sehr verantwortungsbewusst und wurde einmal in eine Meerjungfrau verwandelt. Mikayla ist sehr selbstbewusst und stark.
LannyBradys und Boomers Cousin, der Anspruch auf den Thron erhebt. Er versucht in fast jeder Folge Brady und Boomer in eine Falle zu locken oder sie gar umzubringen. Außerdem ist Lanny Botschafter in Finnland.
YamakoshiEr ist der Fisch von Lanny. Schon seit Lanny klein war, versucht er, ihm seine Bestimmung zu verdeutlichen, die Könige von dem Thron zu stürzen. In der 2. Staffel Folge 26 erfährt Lanny, dass Yamakoshi einer der 1. Könige von Kinkow war: König Kalakay.
Bozist der Drillingsbruder von Boomer und Brady. Er nimmt in der dritten Staffel den Platz von Brady ein. Mikayla erinnert ihn an seine Ex-Freundin.

### Nebenfiguren
- Tante Nancy (Tichina Arnold). Sie ist die Schwester von Brady und Boomers Mutter.
- Onkel Bill (John Eric Bentley). Er ist der Mann von Nancy.
- Hibachi (Martin Klebba). Er verliert gegen Brady und Boomer ein Surfturnier.
- Oogie (Doug Brochu). Er ist ein Flaji und kann sich unsichtbar machen. Er freundet sich mit Boomer an. Brady kann Oogie nicht leiden.
- Aerosol (Leslie-Anne Huff). Sie ist die böse orange Anführerin der Meerjungfrauen. Sie plant die Könige zu stürzen und das Schloss zu übernehmen.
- Amazonia (Madison Riley). Sie ist die blaue Meerjungfrau.

## Ausstrahlung
Die Serie hatte am 10. September 2010 auf dem amerikanischen Disney Channel Premiere. Die Premiere auf dem Disney Channel sahen 4,1 Millionen Menschen, was bisher der beste Neustart einer Disney-XD-Serie ist. Auf Disney XD läuft die Serie seit dem 17. September 2010. In Deutschland ist sie seit dem 14. Januar 2011 auf dem deutschen Disney-XD-Sender zu sehen.
| Staffel   | Folgen | Ausstrahlung (USA) Disney XD       | Ausstrahlung (Deutschland) Disney XD  | Ausstrahlung (Deutschland) Super RTL             |
| --------- | ------ | ---------------------------------- | ------------------------------------- | ------------------------------------------------ |
| Staffel 1 | 21     | 17. September 2010 bis 2. Mai 2011 | 14. Januar 2011 bis 24. Juni 2011     | 10. September 2011 bis 10. März 2012             |
| Staffel 2 | 26     | 13. Juni 2011 bis 16. April 2012   | 16. Dezember 2011 bis 10. August 2012 | 7. Juli 2012 bis 27. Juli 2013                   |
| Staffel 3 | 22     | 18. Juni 2012 bis 18. Februar 2013 | 17. Dezember 2012 bis 22. März 2013   | 29. Juli 2013 bis 12. August 2013(Unvollständig) |

## Episodenliste
| Nummer (gesamt) | Nummer (Staffel) | Originaltitel                     | Deutscher Titel                 | Erstausstrahlung (Disney XD USA) | Erstausstrahlung (Disney XD Deutschland) | Erstausstrahlung (Super RTL) |
| 01              | 01               | Return of the Kings – Part One1   | Die Rückkehr der Könige, Teil 1 | 10. September 20101              | 14. Januar 2011                          | 10. September 2011           |
| 02              | 02               | Return of the Kings – Part Two1   | Die Rückkehr der Könige, Teil 2 | 10. September 20101              | 14. Januar 2011                          | 10. September 2011           |
| 03              | 03               | Beach Bully Bingo                 | Der Surf-Wettstreit             | 22. September 2010               | 11. Februar 2011                         | 2. Oktober 2011              |
| 04              | 04               | A Mermaid’s Tail                  | Die Meerjungfrauen              | 29. September 2010               | 18. Februar 2011                         | 8. Oktober 2011              |
| 05              | 05               | Where the Wild Kings Are          | Wilde Haustiere                 | 6. Oktober 2010                  | 17. Januar 2011                          | 11. September 2011           |
| 06              | 06               | Big Kings on Campus               | Ab in die Schule                | 13. Oktober 2010                 | 18. Januar 2011                          | 17. September 2011           |
| 07              | 07               | The Brady Hunch                   | Die Gerüchteküche               | 20. Oktober 2010                 | 19. Januar 2011                          | 18. September 2011           |
| 08              | 08               | Junga Ball                        | Junga Ball                      | 27. Oktober 2010                 | 4. Februar 2011                          | 1. Oktober 2011              |
| 09              | 09               | Revenge of the Mummy              | Die Rache der Mumie             | 8. November 2010                 | 1. März 2011                             | 15. Oktober 2011             |
| 10              | 10               | Oh Brother, Where Arr Thou?       | Piratenschätze                  | 16. November 2010                | 20. Januar 2011                          | 24. September 2011           |
| 11              | 11               | No Kings Allowed                  | Könige verboten                 | 22. November 2010                | 11. März 2011                            | 22. Oktober 2011             |
| 12              | 12               | Pair of Jokers                    | Wer zuletzt lacht…              | 29. November 2010                | 27. Februar 2011                         | 9. Oktober 2011              |
| 13              | 13               | Tone Deaf Dam                     | Ein qualvoller Auftritt         | 17. Dezember 2010                | 28. Januar 2011                          |                              |
| 14              | 14               | Pair of Prom Kings                | Auf zum Abschlussball           | 10. Dezember 2010                | 6. Mai 2011                              |                              |
| 15              | 15               | The Bite Stuff                    | Lauernde Gefahr                 | 14. Januar 2011                  | 21. Januar 2011                          | 25. September 2011           |
| 16              | 16               | Brady Battles Boo-Mer             | Das Spukschloss                 | 21. Januar 2011                  | 4. März 2011                             | 16. Oktober 2011             |
| 17              | 17               | The King and Eyes                 | Sieh mir in die Augen, Kleines  | 28. Januar 2011                  | 18. März 2011                            | 18. Februar 2012             |
| 18              | 18               | The Kings Beneath My Wings        | Gefährliche Vögel               | 11. Februar 2011                 | 1. April 2011                            | 19. Februar 2012             |
| 19              | 19               | Fight School                      | Die Kampfschule                 | 18. April 2011                   | 22. April 2011                           |                              |
| 20              | 20               | The Trouble with Doubles          | Ärger im Doppelpack             | 25. April 2011                   | 29. April 2011                           |                              |
| 21              | 21               | Journey to the Center of Mt. Spew | Boomer will es wissen           | 2. Mai 2011                      | 24. Juni 2011                            | 10. März 2012                |

| Nummer (gesamt) | Nummer (Staffel) | Originaltitel                      | Deutscher Titel              | Erstausstrahlung (Disney XD USA) | Erstausstrahlung (Disney XD Deutschland) | Erstausstrahlung (Super RTL) |
| 22              | 01               | Kings of Legend – Part One         | Legendäre Könige?, Teil 1    | 13. Juni 2011                    | 16. Dezember 2011                        | 7. Juli 2012                 |
| 23              | 02               | Kings of Legend – Part Two         | Legendäre Könige?, Teil 2    | 20. Juni 2011                    | 16. Dezember 2011                        | 7. Juli 2012                 |
| 24              | 03               | Good King Hunting                  | Nächtliche Mutprobe          | 27. Juni 2011                    | 19. Dezember 2011                        | 8. Juli 2012                 |
| 27              | 04               | Dinner for Squonks                 | Essen bei den Squonks        | 11. Juli 2011                    | 20. Dezember 2011                        | 9. Juli 2012                 |
| 26              | 05               | Kings of Thieves                   | Die Diebeskönige             | 18. Juli 2011                    | 21. Dezember 2011                        | 10. Juli 2012                |
| 27              | 06               | An Ice Girl for Boomer             | Ein Eismädchen für Boomer    | 25. Juli 2011                    | 22. Dezember 2011                        | 11. Juli 2012                |
| 28              | 07               | Pair of Geniuses                   | Genies im Doppelpack         | 1. August 2011                   | 23. Dezember 2011                        | 12. Juli 2012                |
| 29              | 08               | How I Met Your Brother             | Die Yeti-Brüder              | 8. August 2011                   | 27. Dezember 2011                        | 13. Juli 2012                |
| 30              | 09               | The One About Mikayla’s Friends    | Eine Freundin für Mikayla    | 22. August 2011                  | 28. Dezember 2011                        | 14. Juli 2012                |
| 31              | 10               | Do Over                            | Und täglich grüßt Kinkow     | 26. September 2011               | 29. Dezember 2011                        | 15. Juli 2012                |
| 32              | 11               | Big Mama Waka                      | Das Moocoo-Fieber            | 3. Oktober 2011                  | 30. Dezember 2011                        | 16. Juli 2012                |
| 33              | 12               | Sleepless in the Castle            | Der schlafende Ninja         | 17. Oktober 2011                 | 2. Januar 2012                           | 17. Juli 2012                |
| 34              | 13               | Pair of Clubs                      | Zombie Disko                 | 24. Oktober 2011                 | 3. Januar 2012                           | 18. Juli 2012                |
| 35              | 14               | The Cheat Life of Brady and Boomer | Die Königsprüfung            | 21. November 2011                | 27. März 2012                            | 19. Juli 2012                |
| 36              | 15               | The Ex Factor                      | Die Piraten von Kinkow       | 28. November 2011                | 23. April 2012                           | 17. Juli 2013                |
| 37              | 16               | Pair of Santas                     | Tropische Weihnachten        | 5. Dezember 2011                 | 16. Juli 2012                            | 28. Juli 2013                |
| 38              | 17               | Crouching Brady, Hidden Boomer     | Brady’s Samurai-Date         |                                  | 27. Januar 2012                          | 21. Juli 2013                |
| 39              | 18               | Let The Clips Show                 | Brady und Boomer vor Gericht |                                  | 24. März 2012                            | 24. Juli 2013                |
| 40              | 19               | No Rhyme Or Treason                | Wettkampf der Dichter        |                                  | 24. April 2012                           | 19. Juli 2013                |
| 41              | 20               | Mr Boogey Shoes                    | Das Schuh-Monster            |                                  | 23. Mai 2012                             | 18. Juli 2013                |
| 42              | 21               | The Joung And The Restless         | Der Jungbrunnen              |                                  | 25. April 2012                           | 20. Juli 2013                |
| 43              | 22               | Beach Party Maggot Massacre        | Die Desaster-Party           |                                  | 27. April 2012                           | 22. Juli 2013                |
| 44              | 23               | Make Dirt Not War                  | Wo die Liebe hinfällt        |                                  | 10. August 2012                          | 25. Juli 2013                |
| 45              | 24               | Cooks Can Be Deceiving             | Die Königs-Köche             |                                  | 10. August 2012                          | 23. Juli 2013                |
| 46              | 25               | The Evil King (1)                  | Die Zwillingsmonde (1)       |                                  | 19. Juli 2012                            | 26. Juli 2013                |
| 47              | 26               | The Evil King (2)                  | Die Zwillingsmonde (2)       |                                  | 20. Juli 2012                            | 27. Juli 2013                |

| Nummer (gesamt) | Nummer (Staffel) | Originaltitel                        | Deutscher Titel                          | Erstausstrahlung (Disney XD USA) | Erstausstrahlung (Disney XD Deutschland) | Erstausstrahlung (Super RTL) |
| 48              | 01               | The New King (1): Destiny’s Child    | Der neue König (1) – Kind des Schicksals | 18. Juni 2012                    | 17. Dezember 2012                        | 29. Juli 2013                |
| 49              | 02               | The New King (2): Destiny’s Fighting | Der neue König (2) – Die Bruderregeln    | 25. Juni 2012                    | 18. Dezember 2012                        | 30. Juli 2013                |
| 50              | 03               | Two Kings And A Devil Baby           | Das Tarantula-Baby                       | 2. Juli 2012                     | 19. Dezember 2012                        | 31. Juli 2013                |
| 51              | 04               | Fatal Distraction                    | Die Wache des Jahres                     | 9. Juli 2012                     | 20. Dezember 2012                        | 1. August 2013               |
| 52              | 05               | Wet Hot Kinkowan Summer              | Boomer, Boz und die Ladies               | 16. Juli 2012                    | 20. Dezember 2012                        | 6. August 2013               |
| 53              | 06               | O Lanada                             | König Lanny                              | 23. Juli 2012                    | 24. Dezember 2012                        | 3. August 2013               |
| 54              | 07               | Heart And Troll                      | Liebe macht blind                        | 30. Juli 2012                    | 20. Januar 2013                          | 4. August 2013               |
| 55              | 08               | I Know What You Did Last Sunday      | Das Geheimnis von Mindu                  | 10. September 2012               | 26. Dezember 2012                        | 5. August 2013               |
| 56              | 09               | Lord Of The Fries                    | Die Fastfood-Könige                      | 17. September 2012               | 24. Januar 2013                          | 12. August 2013              |
| 57              | 10               | Dancing with the Scars               | Der Tanzwettbewerb                       | 24. September 2012               | 22. Januar 2013                          | 10. August 2013              |
| 58              | 11               | I’m Gonna Git You, Sponge Sucka’     | Club der Feiglinge                       | 1. Oktober 2012                  | 8. Februar 2013                          | 8. August 2013               |
| 59              | 12               | Bond Of Brothers                     | Bruderbande                              | 8. Oktober 2012                  | 21. Januar 2013                          | 9. August 2013               |
| 60              | 13               | King Vs. Wild                        | Die Dschungelkönige                      | 15. Oktober 2012                 | 11. März 2013                            |                              |
| 61              | 14               | Inconvenient Tooth                   | Unangebrachtes Verhalten                 | 22. Oktober 2012                 | 25. Januar 2013                          | 11. August 2013              |
| 62              | 15               | The Oogli Stick                      | Schönheit kommt von innen                | 29. Oktober 2012                 | 17. Januar 2013                          | 7. August 2013               |
| 63              | 16               | Thumb And Thumber                    | Der Daumenkampf                          | 5. November 2012                 | 12. März 2013                            |                              |
| 64              | 17               | Loathe Potion No. 9                  | Der Verabscheuungstrank                  | 26. November 2012                | 14. März 2013                            |                              |
| 65              | 18               | Yeti, Set, Snow                      | Boomers Snowboard-Hotel                  | 3. Dezember 2012                 | 21. Dezember 2012                        | 2. August 2013               |
| 66              | 19               | Mysteries Of Kinkow                  | Die Geheimnisse von Kinkow               | 4. Februar 2013                  | 13. März 2013                            |                              |
| 67              | 20               | Meet The Parents                     | Treffen in Chicago                       | 1. Februar 2013                  | 15. März 2013                            |                              |
| 68              | 21               | Long Live The Kings Part One         | Lang lebe der König (1)                  | 18. Februar 2013                 | 22. März 2013                            |                              |
| 69              | 22               | Long Live The Kings Part Two         | Lang lebe der König (2)                  | 18. Februar 2013                 | 22. März 2013                            |                              |